# Raivuna insculpta
Raivuna insculpta är en insektsart som först beskrevs av Walker 1858.  Raivuna insculpta ingår i släktet Raivuna och familjen Dictyopharidae. Inga underarter finns listade i Catalogue of Life.